# Paradislorikit
Paradislorikit (Charmosyna stellae) är en fågelart i familjen östpapegojor inom ordningen papegojfåglar.

## Utseende och läte
Paradislorikiten är en stor och mycket långstjärtad lorikit. Den har rött på huvud och bröst, grönt på vingarna och en mörk fläck på buken. Den långa stjärten är grön i roten och gul i spetsen. Hanen har röd övergump, honan gul. En distinkt svart form finns, med gröna vingar. Arten liknar lianlorikiten, men är tydligt större och har längre stjärtpennor. Bland lätena hörs ljusa och ringande "srik!" liksom mer dämpade tjippande och kvittrande ljud.

## Utbredning och systematik
Fågeln förekommer i bergstrakter på Nya Guinea och delas in i tre underarter med följande utbredning:
- C. s. goliathina – Weylandbergen till Eastern Highlands
- C. s. wahnesi – Huonhalvön
- C. s. stellae – Herzogbergen till Owen Stanley-bergen

Den betraktades tidigare som underart till Charmosyna papou, men urskiljs sedan 2014 som egen art av Birdlife International, IUCN och Handbook of Birds of the World. Sedan 2021 erkänns den även som art av tongivande International Ornithological Congress (IOC).

## Levnadssätt
Paradislorikiten hittas i bergsskogar på medelhög till hög höjd. Liksom andra lorikiter lever den nomadiskt efter tillgången på blommande träd.

## Status och hot
Arten har ett stort utbredningsområde, men tros minska i antal, dock inte tillräckligt kraftigt för att den ska betraktas som hotad. Internationella naturvårdsunionen IUCN listar arten som livskraftig (LC).

## Namn
Fågelns vetenskapliga artnamn hedrar baroninnan Stella von Erggelet, österrikisk beskyddare av vetenskapen.